# Eragrostis magna
Eragrostis magna är en gräsart som beskrevs av Albert Spear Hitchcock. Eragrostis magna ingår i släktet kärleksgrässläktet, och familjen gräs.
Artens utbredningsområde är Peru. Inga underarter finns listade i Catalogue of Life.